# Behind the Front
Behind the Front debitantski je album američkog hip hop sastava Black Eyed Peas. Objavljen je 30. lipnja 1998. u izdanju Interscope Recordsa.

## O albumu
Većina pjesama s albuma su demosnimke za album Grass Roots. Pjesma "Joints & Jam" korištena je za soundtrack filma Bulworth gdje je nosila naziv "Joints & Jams". Na stražnjem omotu albuma pjesma "Skit 3" smještena je nakon pjesme "Duet", a zapravo se nalazi nakon pjesme "Communication". Prvi spot je snimljen za pjesmu "Head Bobs". Video nije nikada emitiran, ali nalazi se na njihovom DVD-u Behind the Bridge to Elephunk.

## Popis pjesama
| Br. | Skladba                                                       | Trajanje |
| --- | ------------------------------------------------------------- | -------- |
| 1.  | »Fallin' Up« (ft. Sierra Swan i Planet Swan, zadrži "Skit 1") | 5:09     |
| 2.  | »Clap Your Hands« (ft. Dawn Beckman)                          | 4:57     |
| 3.  | »Joints & Jam«                                                | 3:35     |
| 4.  | »The Way U Make Me Feel«                                      | 4:19     |
| 5.  | »Movement« (sadrži "Skit 2")                                  | 5:42     |
| 6.  | »Karma« (ft. Einstein Brown)                                  | 4:28     |
| 7.  | »Be Free«                                                     | 4:06     |
| 8.  | »Say Goodbye«                                                 | 4:01     |
| 9.  | »Duet« (ft. Red Foo)                                          | 4:21     |
| 10. | »Communication« (sadrži "Skit 3")                             | 5:41     |
| 11. | »What It Is«                                                  | 4:45     |
| 12. | »¿Que Dices?«                                                 | 4:01     |
| 13. | »A8«                                                          | 3:52     |
| 14. | »Love Won't Wait« (ft. Macy Gray)                             | 3:35     |
| 15. | »Head Bobs«                                                   | 4:14     |
| 16. | »Positivity« (sadrži skrivenu pjesmu "Leave It All Behind")   | 8:06     |

## Top ljestvice
| Top ljestvice (1998.)        | Najviša pozicija |
| ---------------------------- | ---------------- |
| SAD (Billboard 200)          | 129              |
| SAD (Top R&B/Hip-Hop Albums) | 37               |